# Паровий насос Севері

Схема насоса Севері. 1 — котел водяний, 2 — трубка, 3 — кран, 4 — резервуар, 5 — клапан зворотний, 6 — трубопровід, 7 — бак, 8 — колодязь, 9 — трубопровід, 10 — клапан зворотний, 11 — трубопровід, 12 — трійник

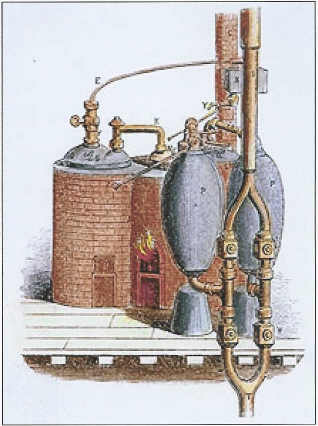
Двигун Савері (1698 р.)

Паровий насос Севері — парова машина створена в Англії в 1698 році Томасом Севері призначалася для осушення шахт і перекачування води.

## Конструкція і принцип дії
Паровий насос Севері (рис.) складається з водяного котла 1, верхня частин якого трубкою 2 з краном 3, з'єднана з порожниною циліндричного резервуара 4. Нижня частина порожнини резервуара 4 за допомогою трубопроводу 11 через трійник 12 з'єднана з вертикальним трубопроводом, що має верхню ділянку 6 та нижню ділянку 9. Нижня ділянка 9 має зворотний клапан 10, що опущений у колодязь 8 із водою. Верхня ділянка 6 має зворотний клапан 5 та завершується коліном у бак 7. У вихідному положенні кран 3, зворотні клапани 5 і 10 є закритими. Порожнина резервуара 4 заповнена водою. Водяний котел 1 розігрітий, а його верхня частина порожнини заповнена водяною парою.
Принцип дії водяного насоса Севері полягає у всмоктуванні та витісненні певного обсягу води за допомогою водяної пари. Призначення насоса полягає в тому, щоб викачувати воду з колодязя 8 та переміщувати її в бак 7, що знаходиться на певній висоті. Насос працює циклічно.
Відкривають кран 3, водяна пара з котла 1 по трубопроводу 2 прямує в порожнину резервуара 4. Під тиском водяної пари вода витісняється з порожнини резервуара 4 по трубопроводу 11 через трійник 12 та зворотний клапан 5, потрапляє в трубопровід 6, із якого виливається в бак 7. При цьому зворотний клапан 10 буде закритим. Після витіснення води з порожнини резервуара 4 під натиском водяної пари в бак 7 кран 3 закривають та починають охолоджувати резервуар 4 із зовнішньої сторони холодною водою. Водяна пара конденсується та створює вакуум в порожнині резервуара 4, під дією якого зворотний клапан 10 відкривається і вода з колодязя 8 по трубопроводах 9 та 11 засмоктується в порожнину резервуара 4. При всмоктуванні води зворотний клапан 5 буде закритим. Після заповнення порожнини резервуара 4 певним об'ємом всмоктування води припиняється. Насос повертається у вихідне положення й готовий до повторного циклу.
Паровий насос Севері отримав доволі широке застосування в кінці XVII на початку XVIII століття.